# Frans Snyders
Frans Snyders, též Snijders (1579 – 19. srpna 1657), byl vlámský barokní malíř zátiší a zvířat.
Frans Snyders se narodil v roce 1579 v Antverpách, pokřtěn byl 11. listopadu 1579. Studoval u Pietera Brueghela mladšího a u Hendricka van Balen. V roce 1602 se stal členem malířského cechu sv. Lukáše. 1608 až 1609 navštívil Itálii. V roce 1611 se oženil s Margarethou de Vosovou, sestrou malíře Cornelise de Vose a malíře Paula de Vose. Spolupracoval s Peterem Paulem Rubensem, do jehož obrazů maloval ovoce, květiny a zvířata. Tématem jeho obrazů byly květiny a ovoce, později hlavně zvířata.

## Galerie

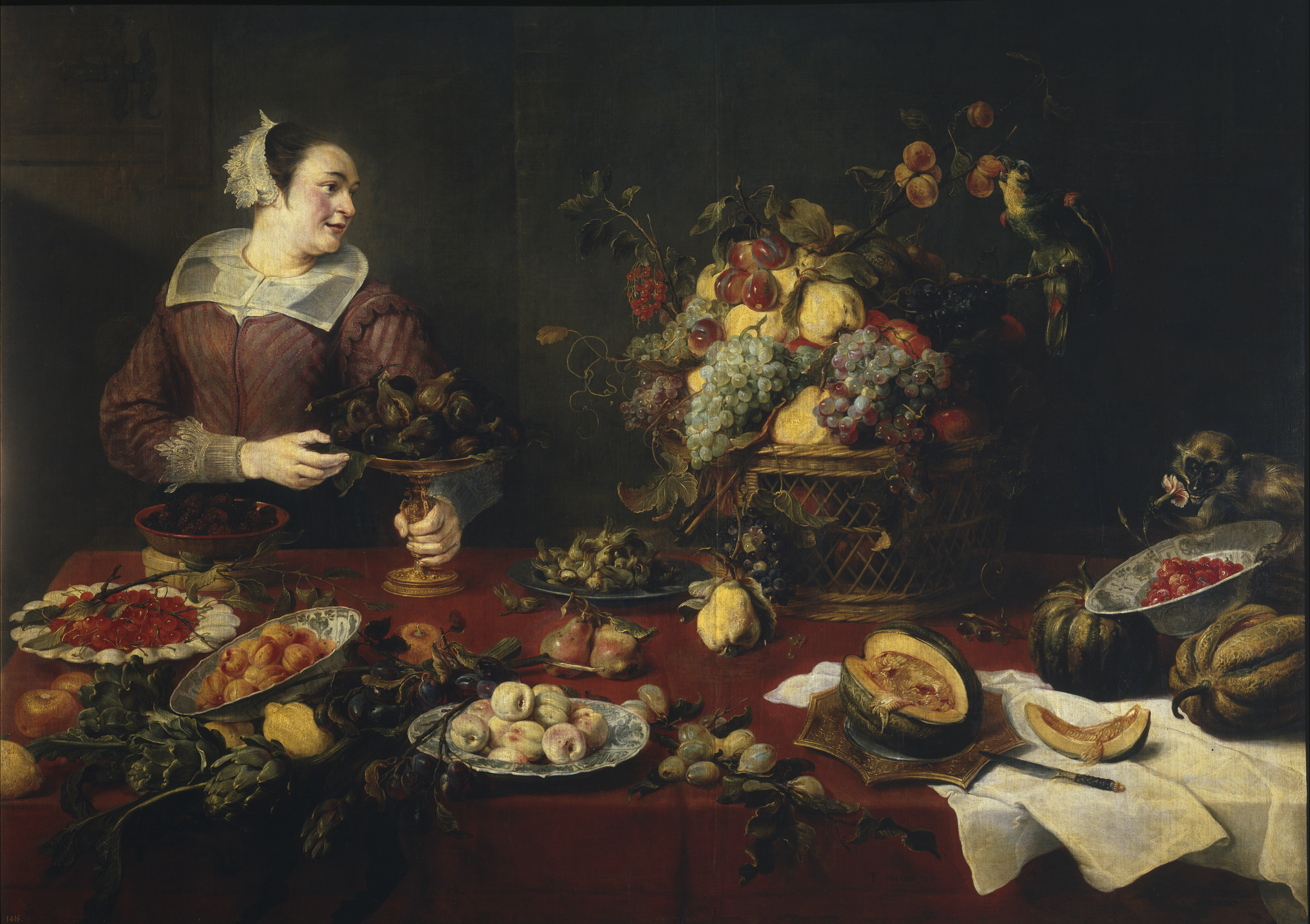
Prodavačka ovoce
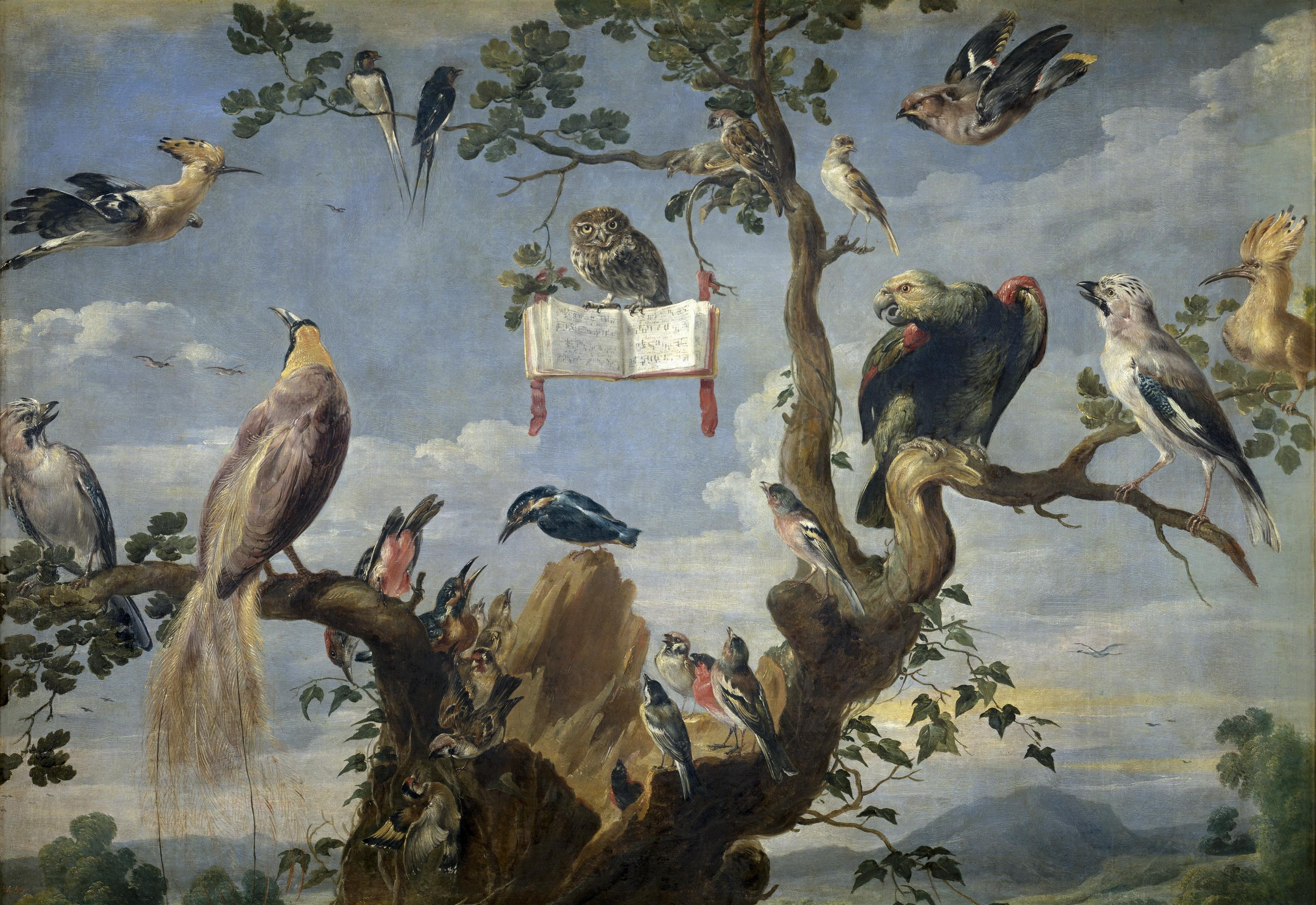
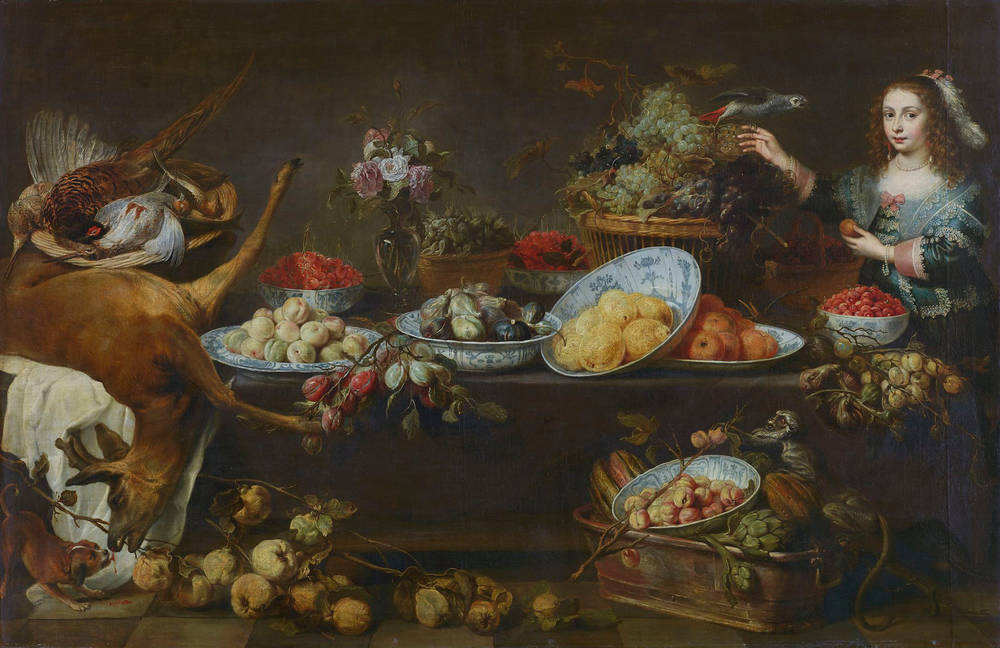
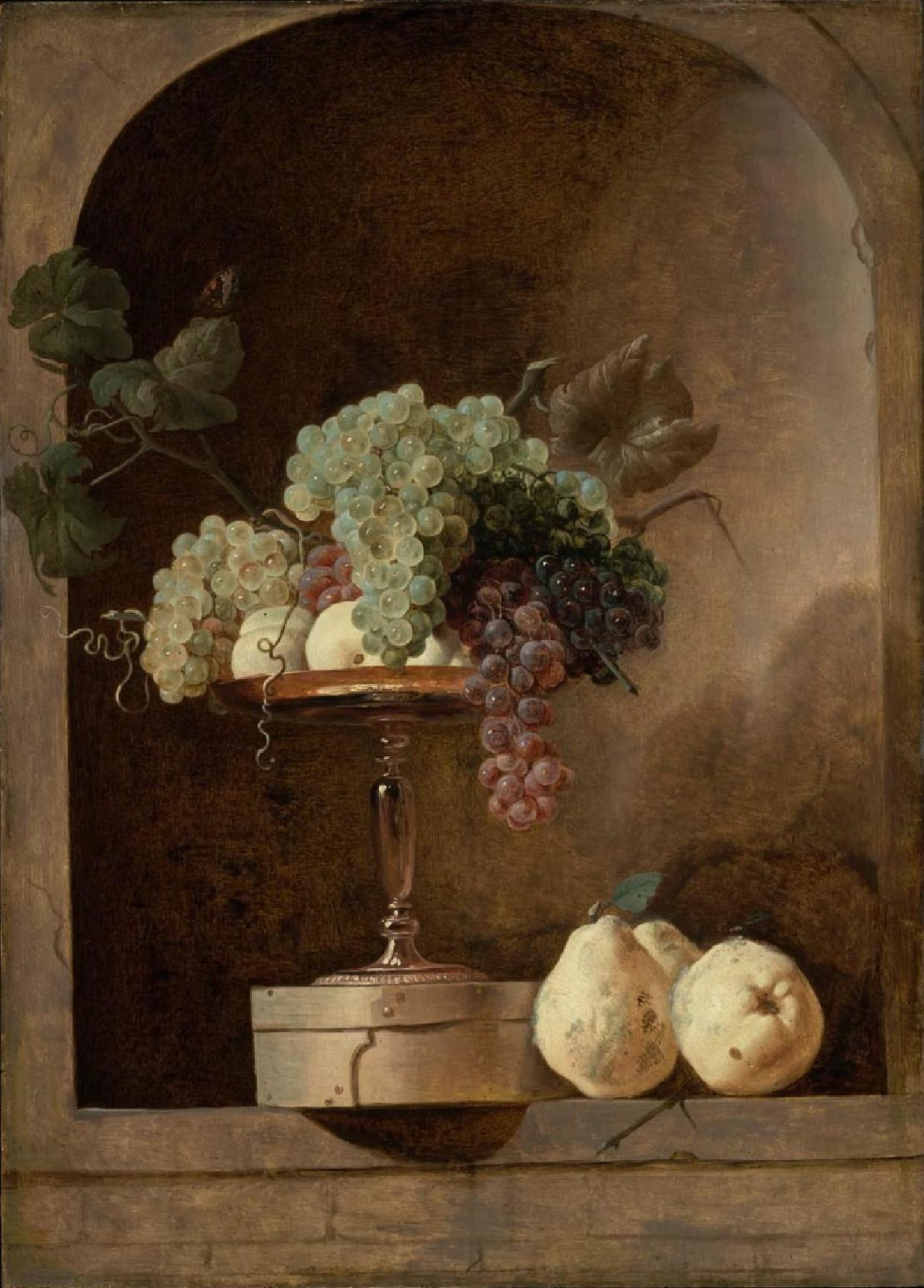
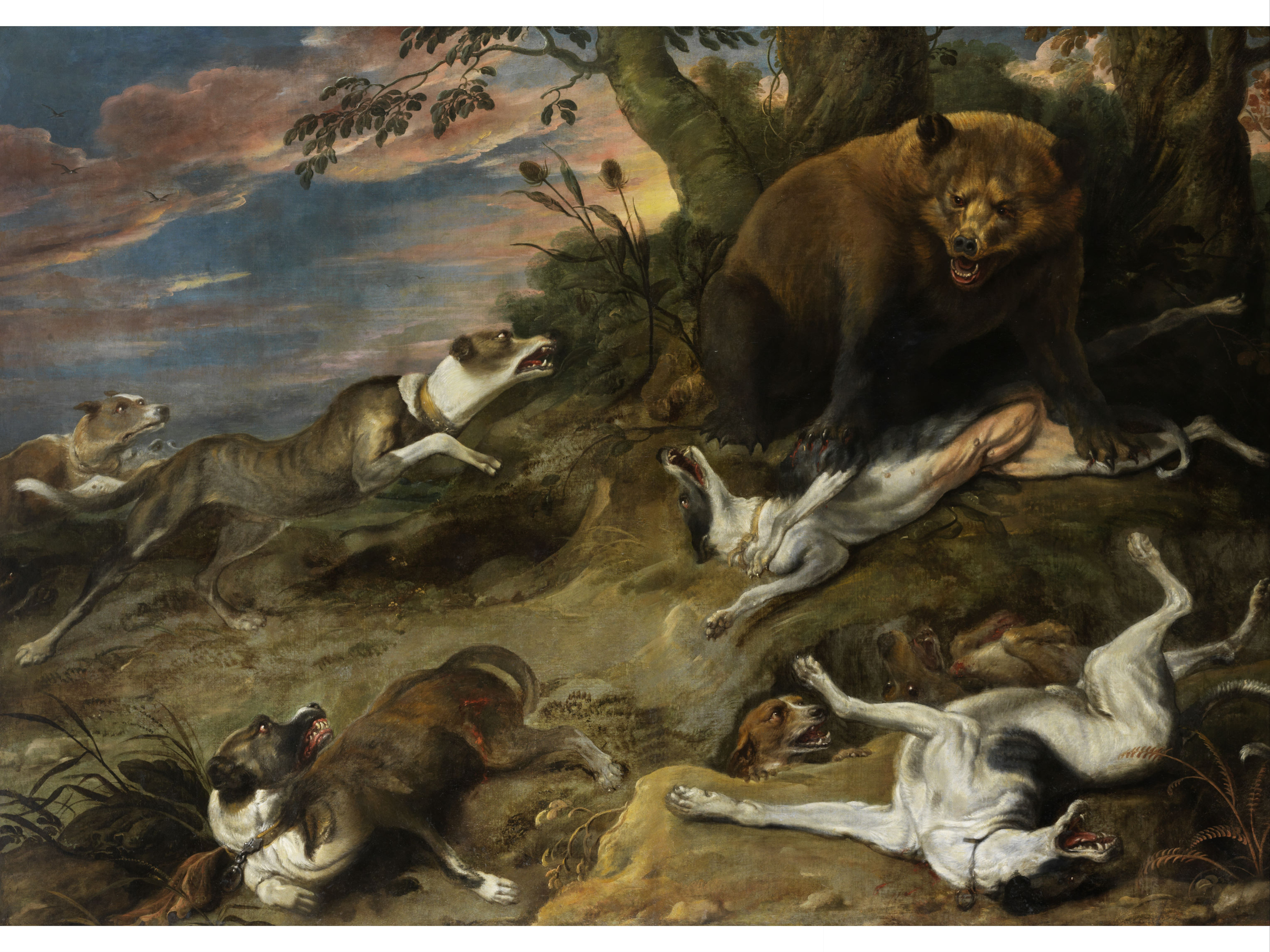
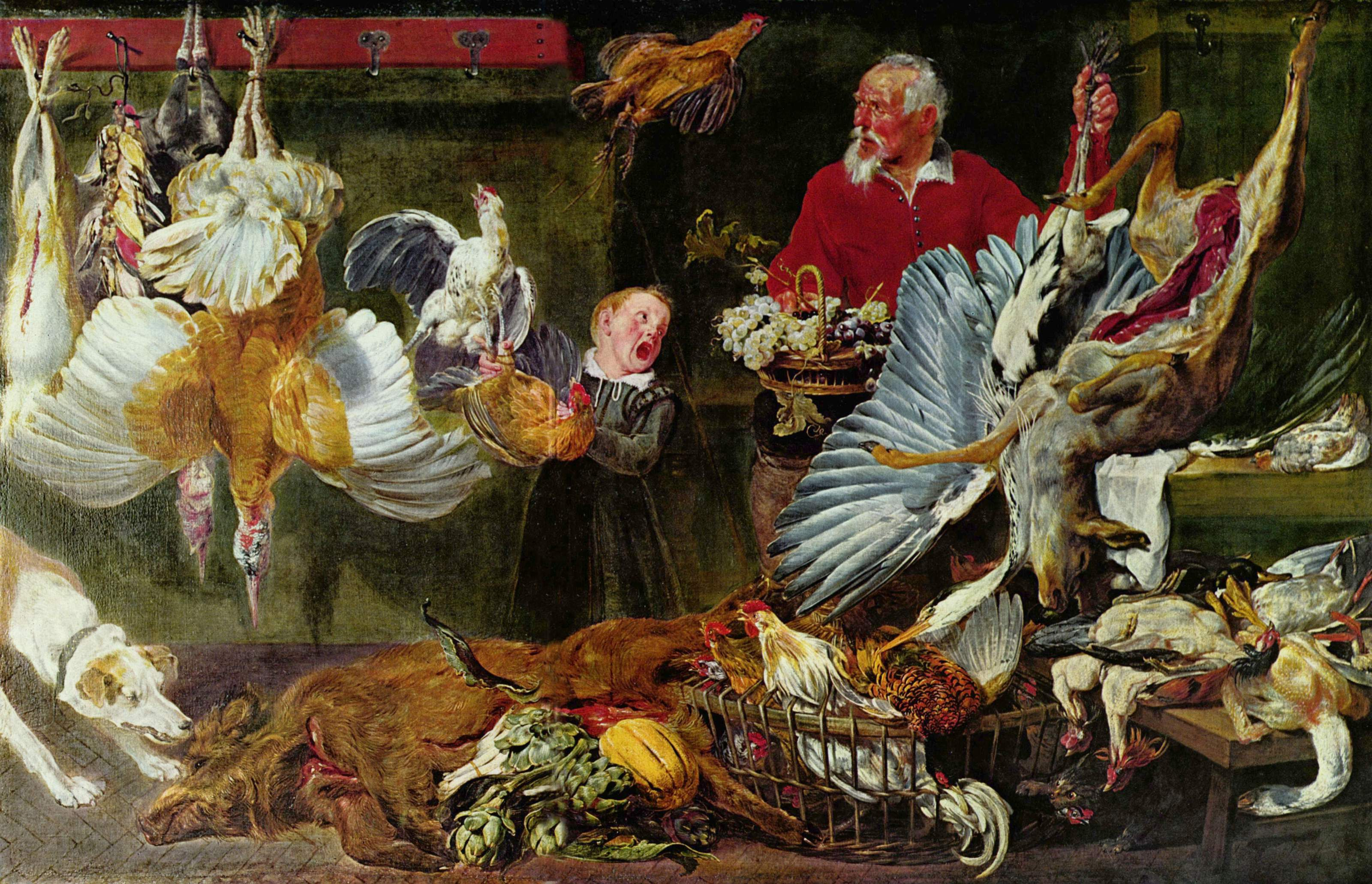
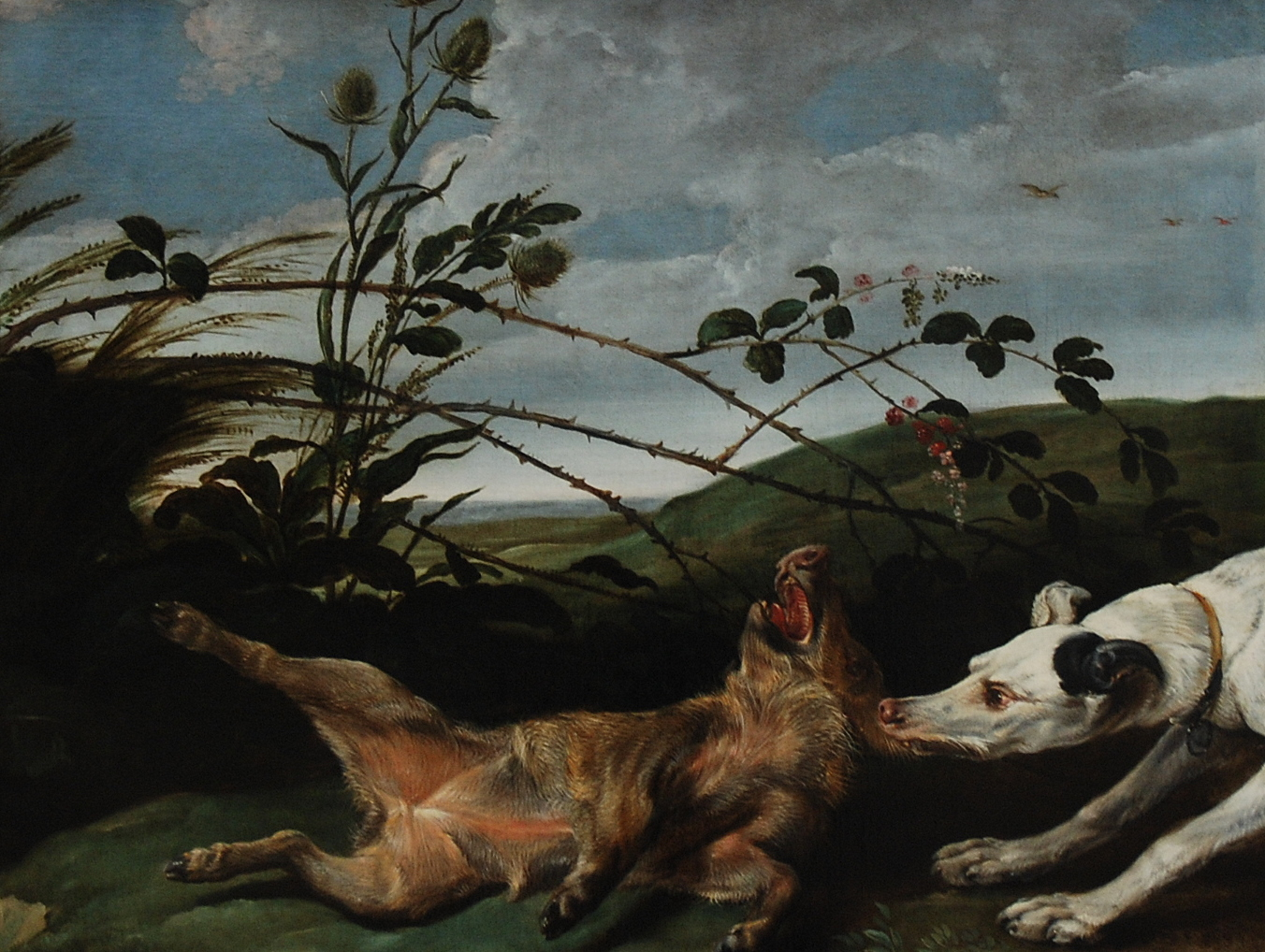
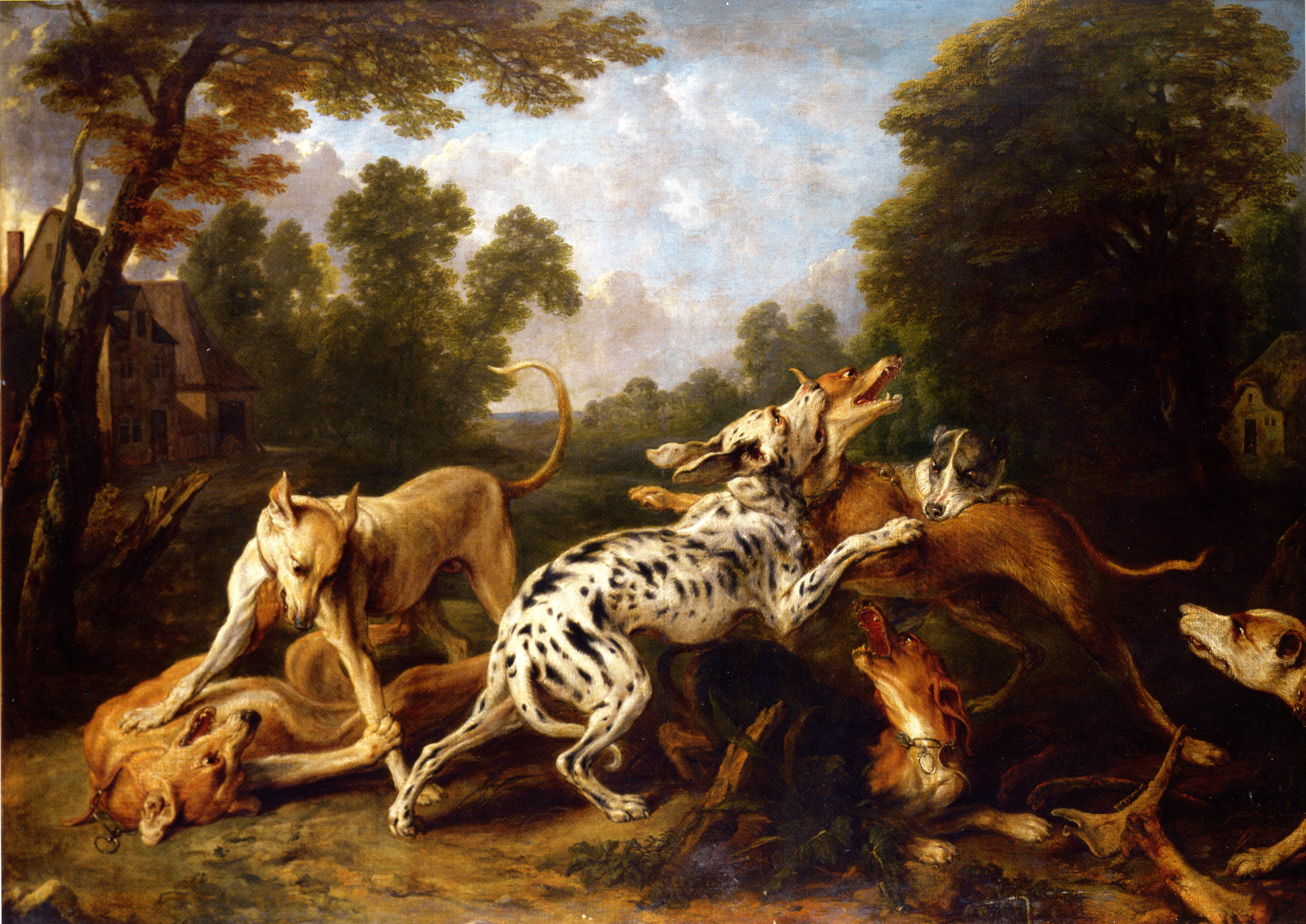